# August Sundblad
August Sundblad (i riksdagen kallad Sundblad i Barlingbo), född 7 februari 1851 i Örslösa socken, Skaraborgs län, död 17 augusti 1934 i Bromma församling, Stockholms stad, var en svensk politiker och riksdagsman.
Sundblad var kyrkoherde i Vamlingbo i Visby stift. Som riksdagsman var han ledamot av andra kammaren 1897–1902 och av första kammaren 1910–1911. Han var suppleant i konstitutionsutskottet 1910.